# Савињски партизански одред
Савињски партизански одред је био партизанска јединица у саставу Народноослободилачке војске и партизанских одреда Југославије током Другог светског рата у Словенији.

## Историјат
Савињски одред основан је 1. маја 1942. године у склопу II групе одреда. Штаб одреда чинили су командант Алојз Колман и политички комесар Борис Чижмек. Приликом оснивања у свом саставу је имао два батаљона и митраљески вод, а 19. маја му је придодат и трећи батаљон. Када је 20. јуна 1942. године II група одреда са четири батаљона кренула за Горењску и Штајерску, сва три батаљона су учествовала у походу, али су се 3. батаљон и 1. чета 1. батаљона вратиле у Долењску. Први и други батаљон кренули су ка Штајерској јако ослабљени. Када је штаб II групе одреда 19. септембра у Добровљу престројио своје јединице формирао је нови Савињски одред са Савињским и Моравчким батаљоном. Остатак 1. батаљона одреда, који је кренуо преко Корушке до Штајерске, био је укључен у састав Похорског батаљона као 3. чета. Након што је Савињски батаљон расформиран 7. новембра 1942. године, у саставу Савињског одреда остао је само Моравчки батаљон, али је толико ојачан да је у јануару 1943. године подијељен на Засавски и нови Савињски батаљон који потом је заједно са Камнишким батаљон интегрисан у Камнишко-савињски партизански одред. Приликом формирања Шесте словеначке бригаде "Славко Шландер" 6. августа 1943. Камнишко-савињски одред је чинио њено језгро.